# Argyresthia minusculella
Argyresthia minusculella is een vlinder uit de familie van de pedaalmotten (Argyresthiidae). De wetenschappelijke naam van de soort werd in 1940 gepubliceerd door Hans Rebel.